# Smog
Smog potječe od spoja engleskih riječi "smoke" = dim i "fog" = magla.
1952. godine, petodnevna magla nad Londonom uzrokovala je otprilike 4000 smrtnih slučajeva zbog respiratornih bolesti. Tek kad se više nije moglo disati, britanska je vlada pokrenula "Zakon o čistoći zraka" (Clear Air Act) strogo ograničavajući izbacivanje dima u atmosferu. Takav problem danas zabrinjava većinu svjetskih metropola gdje se pojavio smog.
Tipična goriva sadrže znatne količine elemenata ugǉika (C), vodika (H), sumpora (S) (pogotovo ugljen), te određene količine minerala. Njihovim izgaranjem, odnosno oksidacijom, nastaju spojevi ugljični dioksid, voda, sumporov dioksid i mineralni ostatak, odnosno pepeo. Nadalje, u atmosferi je moguća reakcija:
2SO2 + 02 → 2SO3
Normalno se ova reakcija u atmosferi odvija vrlo sporo, ali u prisutnosti čestica pepela odvija se znatno brže jer on djeluje kao katalizator.
Čestice pepela također služe kao jezgre kondenzacije čime omogućuju da se vodena para kondenzira na površinu zrnca pepela u sitnu kapǉicu, odnosno time voda prelazi iz pare u aerosol. Aerosoli su fino raspršene sitne čestice tekuće ili čvrste tvari u zraku. Za dani primjer vode, takav aerosol, zavisno o okolnostima, možemo primijetiti kao oblak, maglu, iako ga najčešće vidimo kao rijetku izmaglicu („mutnoću“ u zraku). Nadaǉe, u atmosferi dolazi do kontakta aerosola vode i sumpornog trioksida: 
SO3 + H2O → H2SO4
Nastala sumporna kiselina je također aerosol i lebdi u zraku, i ǌezinim udisanjem dolazi do kontakta s plućnim tkivom, kojega ozbiljno oštećuje.
Važno je da je za pojavu "Londonskog smoga" potrebna istovremena prisutnost sumporovog dioksida, vode i pepela.
Smog je teško detektirati, jer je bez boje, ali se češće javlja tijekom toplijih mjeseci. Sunce sija duže i jače, čime prouzrokuje više kemijskih reakcija u atmosferi.

## Posljedice
Posljedice udisaja smoga, kao i njegovog ispuštanja u okolinu jesu: respiratorne bolesti, astma, oštećenje plućnog tkiva, oštećenje vegetacije, razaranje/propadanje materijala

## Štetnost
Istraživanje o štetnosti prašine i smoga provedena je u tri europske zemlje: Francuskoj, Austriji i Švicarskoj. Na 73 milijuna osoba koje žive u tim zemljama registrirano je 40.500 smrtnih slučajeva, od kojih je 21.000 posljedica zagađenosti zraka zbog prevelikog broja automobila. Na to se može dodati 300.000 slučajeva akutnog bronhitisa kod male djece, 25.000 slučajeva kroničnog bronhitisa kod odraslih, 25.000 koji pate od bolesti na respiratornim i kardiovaskularnim organima, 162.000 napada astme kod djece, 395.000 napada astme kod odraslih. Zajednički troškovi liječenja navedenih bolesti su impozantni: 27 milijardi eura godišnje.
Smog u Hamiltonu (500 000 stanovnika) godišnje odnese 100 života; a odgovoran je i za otprilike 150 respiratornih i oko 500 novih srčanih bolesnika godišnje. Svaki peti stanovnik Hamiltona ima problema s alergijama.
Uz to, ljudi koji žive u gradovima koji su zasićenim smogom ne dobivaju toliko vitamina D koliko oni na selu, jer smog upija sunčeve ultraljubičaste zrake

## Prevencija
Razni su oblici kako bi se spriječile neke od gore navedenih štetnosti i komplikacija smoga, primjerice, primjena goriva s manje sumpora, sniženje sadržaja sumpora u gorivu, desulfarizacija dimnih plinova itd.
U novije vrijeme se pojavila i posebna metoda čišćenja zraka i to tako da se obogaćuje anionima. Naime, kada se zrak obogati anionima, oni se zbog izvanredne gibljivosti spajaju s molekulama koje zagađuju zrak te ih radi sile privlačnosti neutraliziraju i izoliraju pa na taj način možemo odstraniti dim, smog, prašinu, smrad i ostale zagađivače zraka tako da postane opet čist.